# Principi de l'horitzontalitat original

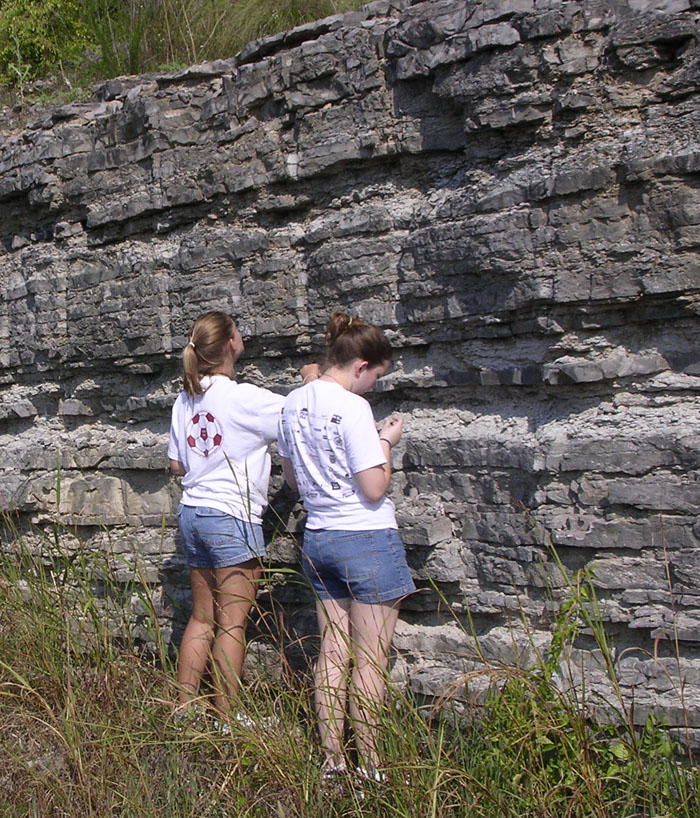
Secció estratigràfica de roques de l'Ordovicià a Tennessee, USA. Els sediments que componen aquestes roques es formaren a l'oceà i es dipositaren en capes horitzontals.

El Principi de l'horitzontalitat original fou proposat pel geòleg danès Niels Stensen (1638-1686). El principi postula que les capes de sediments es dipositen originàriament de forma horitzontal. Aquest principi resulta important per a l'anàlisi del plegaments i dels estrats inclinats.
D'aquestes observacions sorgí la ideaque la Terra no ha estat estàtica i que ha estat influenciada per grans forces que han estat treballant durant llargs períodes, i d'aquí s'arribà a les conclusions que proposa la cìencia de la tectònica de plaques, on el moviment i les col·lisions de grans plaques de l'escorça terrestre són les causants dels plegaments dels estrats.
Tot i que aquest principi fou molt útil en els principis de la geologia, actualment se sap que no totes les capes sedimentàries es dipositen purament horitzontalment. Per exemple, els sediments amb grans més gruixuts com la sorra es poden dipositar fent un angle de fins a 15 graus, sostinguts per la fricció interna entre els grans que evita que rellisquin fins a angles més baixos, això es coneix amb el nom d'angle de repòs, i un exemple clar d'aquest fet és la superfície de les dunes d'arena del desert.
De la mateixa manera, els sediments poden reposar penjats en una superfície inclinada prèviament existent adaptant-se a la forma de la superfície preexistent.
El principi de l'horitzontalitat original és àmpliament, encara que no universalment, aplicable a l'estudi de la sedimentologia, estratigrafia i la geologia estructural, això no obstant, sempre s'han de tenir presents les anteriors situacions abans d'acceptar l'horitzontalitat original com un fet.